# دیوید تیلر مدل بیسین
دیوید تیلر مدل بیسین (به انگلیسی: David Taylor Model Basin) یک حوزه سرشماری در ایالات متحده آمریکا است که در مریلند واقع شده‌است.